# Etna
O Etna é um vulcão ativo situado na parte oriental da Sicília (Itália), entre as províncias de Messina e Catânia. É o mais alto vulcão da Europa fora da região do Cáucaso, e um dos mais altos do mundo, atingindo aproximadamente 3.403 metros de altitude, podendo  aumentar, gradualmente devido às frequentes erupções.
Sendo o vulcão mais alto da Europa ocidental, o Etna é a mais alta montanha da Itália ao sul dos Alpes. A extensão total da base do vulcão é de 1190 km², com uma circunferência de 140 km, o que faz do Etna superar em quase três vezes a área do Vesúvio.
É um dos vulcões mais ativos do mundo e está praticamente em constante erupção. Ocasionalmente, o Etna pode ser bastante destrutivo, mas, normalmente, as erupções não oferecem grande risco à população que vive nas localidades próximas. Os solos vulcânicos em redor propiciam bons campos para a agricultura, com vinhedos e hortas espalhados nas faldas da montanha e em toda planície de Catânia, a sul.
A mais recente erupção ocorreu no dia 13 de novembro de 2023, a sua explosão repentina causou uma nuvem de fumos com mais de oito quilómetros de altura.
Devido à recente atividade vulcânica e ao fato de estar numa região densamente povoada, o Etna foi designado como um dos 16 Vulcões da Década pelas Nações Unidas.

## Nome e lendas
O Etna era conhecido na Roma Antiga como ÆTNA, um nome derivado provavelmente do grego antigo aitho ("queimar violentamente") ou do fenício attano. Os árabes chamavam a montanha Gibel Utlamat ("a montanha de fogo"), que mais tarde gerou a corruptela Mons Gibel (traduzindo ambos elementos, árabe e romano, tem-se "montanha montanha", dado que a repetição em língua siciliana denota grandeza). De facto, o nome do vulcão em siciliano é Mongibeddu.
O Etna para além de ter um cone principal tem 700 cones secundários. As frequentes e por vezes dramáticas erupções fizeram da montanha um tema recorrente na mitologia clássica, traçando-se paralelos entre o vulcão e vários deuses e gigantes das lendas do mundo romano e grego. Éolo, o rei dos ventos, teria confinado os ventos em cavernas sob o Etna. O gigante Tifão foi preso sob o vulcão, de acordo com o poeta Ésquilo e foi a causa de suas erupções. Outro gigante, Encélado, revoltou-se contra os deuses e foi morto e sepultado sob o Etna.
Diz-se também que Vulcano (Hefesto no grego), o deus do fogo e da forja, tinha sua fundição sob o Etna e atraiu o deus de fogo Adrano para fora da montanha, enquanto os Ciclopes mantinham uma forja em que fabricavam raios para que Zeus os usasse como armas. Supõe-se que o submundo grego, Tártaro, encontrava-se abaixo do Etna.
Empédocles, um importante filósofo pré-socrático e homem público do quinto século a.C., teria encontrado a morte numa das crateras do vulcão Etna.
No mundo católico, acredita-se que o Etna entrou em erupção em respeito ao martírio de Santa Águeda no ano 251, fazendo com que os muçulmanos posteriormente a invocassem contra ameaças do fogo e relâmpagos.

## História geológica
A atividade vulcânica do Etna começou há aproximadamente 500 000 anos, com erupções sob a superfície marinha, ao largo da costa da Sicília. O vulcanismo começou a ocorrer há cerca de 300 000 anos a sudoeste do cume que hoje o vulcão apresenta, para o qual se moveu há uns 170 000 anos. As erupções de então começaram a construir o cone vulcânico principal, formando um estratovulcão em erupções efusivas e eruptivas alternadas. O crescimento da montanha foi ocasionalmente interrompido por erupções maiores que levaram ao colapso do cume para formar caldeiras.
Desde há cerca de 35 000 a 15 000 anos o Etna tem experimentado algumas erupções altamente explosivas, gerando alguns fluxos piroclásticos importantes que deixaram extensos depósitos de ignimbrita. A cinza destas erupções já tem sido encontrada em lugares longínquos como Roma, a 800 km para norte do Etna. 

## Atividade

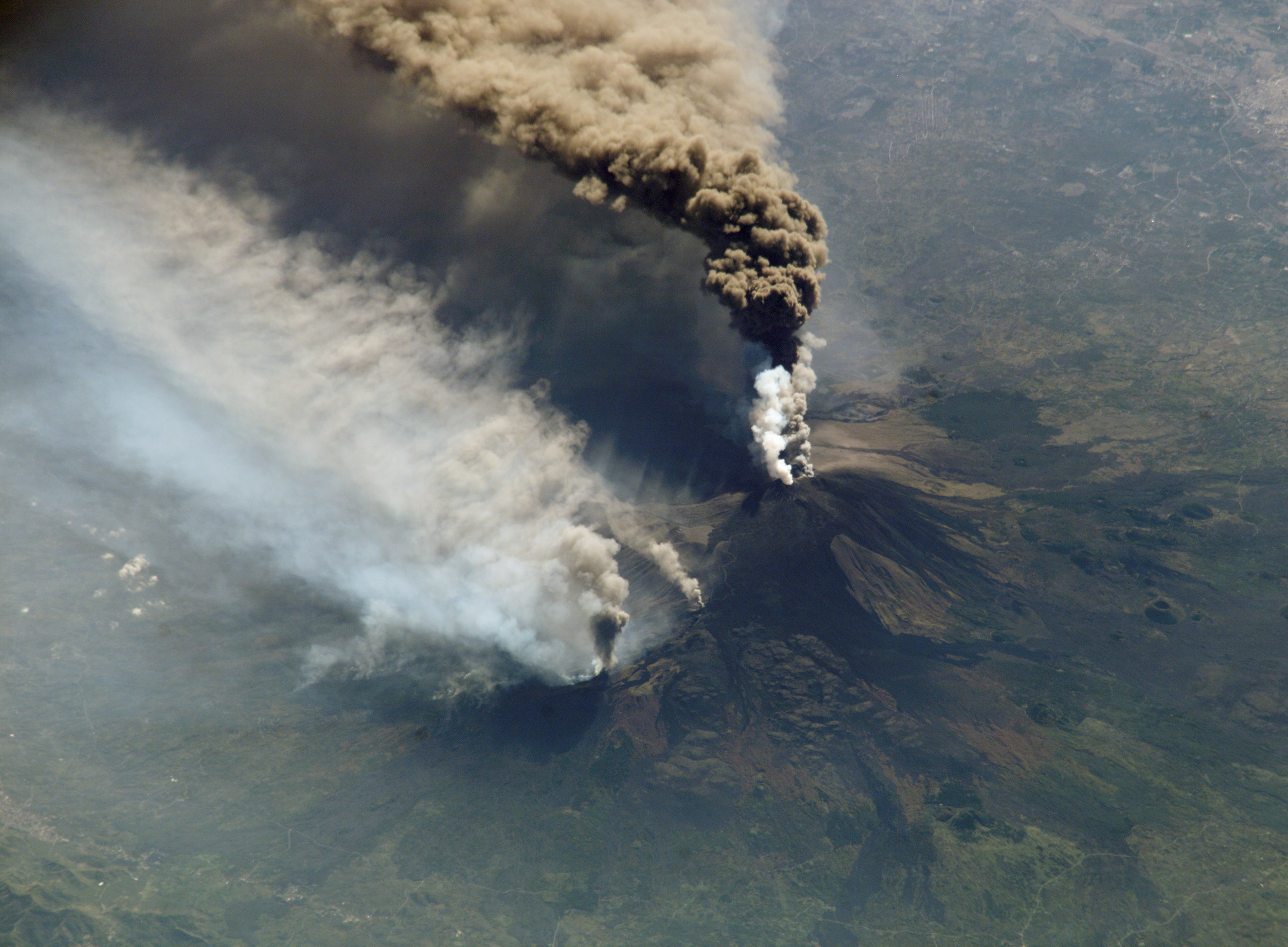
Pluma da erupção de 2002

É considerado um vulcão ativo. A última erupção ocorreu no dia 20 de julho de 2019.
A montanha está a deslocar-se numa direção sudeste uma velocidade de 14 milímetros por ano, a caminho da cidade costeira de Giarre, a cerca de 15 quilômetros do Etna. A este ritmo — que se traduz em 1,4 metros a cada cem anos — só daqui a mais de 15 mil anos os habitantes de Giarre verão o Etna a atravessar a rua.
Em 17 de janeiro de 2021, a lava começou a "escorrer" da cratera sudeste do vulcão e em direção ao leste.
Ele entrou em erupção em média uma vez por mês entre 2021 e 2022. Em novembro de 2023 entrou em erupção mais uma vez. E em junho de 2025 entrou em erupção novamente, segundo o Instituto Nacional de Física e Vulcanologia, a erupção foi provocada por um fluxo da mistura de gás quente e das cinzas que foram produzidos por um colapso na parte sudeste da montanha, cerca de 2,8 mil metros acima do nível do mar.

## UNESCO
Patrimônio Mundial da UNESCO pela sua localização icônica, por ser a maior montanha localizada em uma ilha e o 5° vulcão mais ativo do mundo, bem como aos variados ecossistemas nos seus arredores.